# Muzeum Techniki w Wiedniu
Muzeum Techniki w Wiedniu - (VTM, ang. Vienna Technical Museum, TMW, niem. Technisches Museum Wien) – muzeum znajdujące się w dzielnicy Penzing w Wiedniu przy ulicy Mariahilfer Straße 212. Jedno z największych w Europie muzeów o profilu technicznym, utworzone w 1908 roku.
Od 1921 pracownikiem, a później również wicedyrektorem (od 1942) był malarz i chemik, Franz Sedlacek.

## Eksponaty
Muzeum zawiera wiele eksponatów, m.in.:
- pochodząca z 1848 roku lokomotywa parowa - Steinbrück

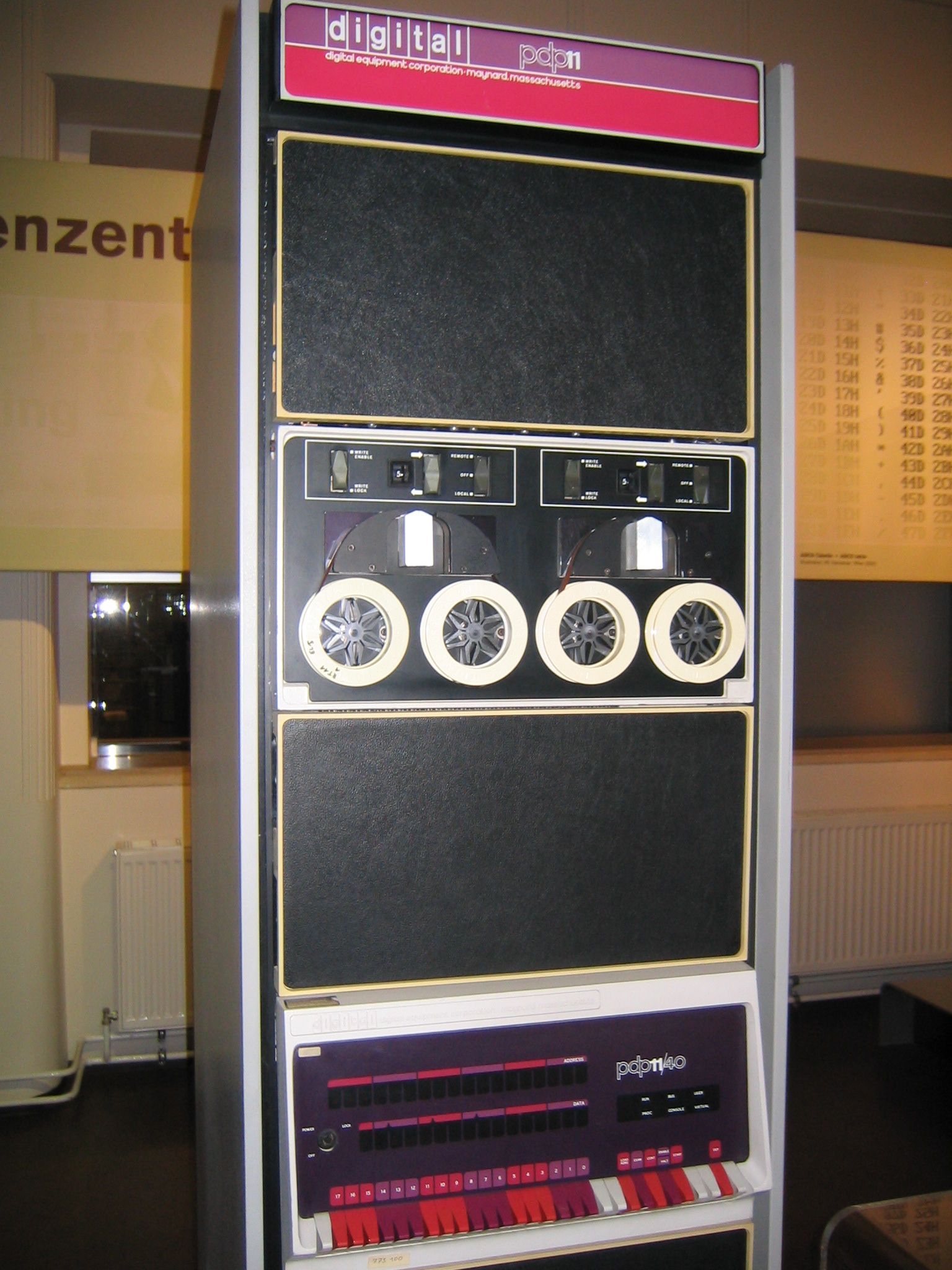
Minikomputer DEC PDP-11/40